# Arche
Arche ("A origem" em grego; estilizado como ARCHE) é o nono álbum da banda japonesa Dir en grey, lançado em 10 de dezembro de 2014. O contéudo do álbum e sua lista de faixas foram reveladas ao final de setembro. Na época, o guitarrista Die afirmou que o álbum seria a maior conquista em termos de som da banda. O álbum lida com o tema da dor, conforme descrito em um trailer narrado por Ryō Horikawa.

## Faixas
Todas as letras escritas por Kyo, todas as músicas compostas por Dir en grey.
| Disco um       |                                                       |         |  |
| N.º            | Título                                                | Duração |  |
| 1.             | "Un Deux" (Um dois)                                   | 3:33    |  |
| 2.             | "咀嚼" (Mastigação)                                   | 4:10    |  |
| 3.             | "鱗" (Escama)                                         | 4:03    |  |
| 4.             | "Phenomenon" (Fenômeno)                               | 4:01    |  |
| 5.             | "Cause of Fickleness" (Causa de Inconstância)         | 3:25    |  |
| 6.             | "濤声" (Voz de Ondas)                                 | 5:31    |  |
| 7.             | "輪郭" (contornos)                                    | 5:43    |  |
| 8.             | "Chain Repulsion" (Repulsão em Cadeia)                | 2:48    |  |
| 9.             | "Midwife" (Parteira)                                  | 4:11    |  |
| 10.            | "禍夜想" (Pensamento de uma Noite Calamitosa)         | 4:25    |  |
| 11.            | "懐春" (Anseio da Juventude)                          | 4:22    |  |
| 12.            | "Behind a Vacant Image" (Por Trás de uma Imagem Vaga) | 4:59    |  |
| 13.            | "Sustain the Untruth" (Sustente a Inverdade)          | 4:25    |  |
| 14.            | "空谷の跫音" (Atropelos no Vale Solitário)            | 5:48    |  |
| 15.            | "The Inferno" (O Inferno)                             | 3:15    |  |
| 16.            | "Revelation of Mankind" (Revelação de Humanidade)     | 3:23    |  |
| Duração total: | Duração total:                                        | 68:01   |  |

Todas as letras escritas por Kyo, todas as músicas compostas por Dir en grey.
| Disco dois (Edição limitada/ Edição limitada especial) |                                          |         |  |
| N.º                                                    | Título                                   | Duração |  |
| 1.                                                     | "And Zero" (E Zero (faixa instrumental)) | 2:25    |  |
| 2.                                                     | "てふてふ" (Borboleta)                   | 4:47    |  |
| 3.                                                     | "Sustain the Untruth [Remix]"            | 6:16    |  |
| 4.                                                     | "Unraveling [Remix]"                     | 3:33    |  |
| 5.                                                     | "Soshaku (Acoustic Ver.)"                | 5:02    |  |
| 6.                                                     | "Uroko (Crossover Ver.)"                 | 3:39    |  |
| 7.                                                     | "Behind a Vacant Image (Acoustic Ver.)"  | 4:55    |  |
| Duração total:                                         | Duração total:                           | 30:37   |  |

Todas as letras escritas por Kyo, todas as músicas compostas por Dir en grey.
| Disco três (Edição limitada especial, Blu-ray/DVD) | |         |  |
| N.º                                                | Título | Duração |  |
| 1.                                                 | "Un Deux (gravada em uma tomada)" |         |  |
| 2.                                                 | "Chain Repulsion (gravada em uma tomada)" |         |  |
| 3.                                                 | "Imagens ao vivo da Tour14 Psychonnect -Mode of ”Gauze”? no Shinkiba Studio Coast (30 de agosto de 2014)" (かすみ, 蜜と唾 e 激しさと、この胸の中で絡み付いた灼熱の闇) |         |  |
| 4.                                                 | "Behind the Scenes of Arche" (Bastidores de Arche) |         |  |

- O disco dois da edição limitada traz apenas as faixas 3, 5 e 6.

## Paradas
| Parada (2014)              | Melhor posição |
| -------------------------- | -------------- |
| Billboard Top World Albums | 4              |
| Parada semanal da Oricon   | 4              |
| Billboard Japan Top Albums | 4              |